# بطولة سي زي دبليو العالم للوزن الثقيل
بُطُولَة CZW اَلْعَالَمُ لِلْوَزْنِ اَلثَّقِيلِ بالإنجليزية (  CZW World Heavyweight Championship ) هِيَ بُطُولَةٌ عَالَمِيَّةٌ لِلْوَزْنِ اَلثَّقِيلِ لِلْمُصَارَعَةِ اَلْمُحْتَرِفَةِ مَمْلُوكَةً وَيَتِمُّ اَلتَّرْوِيجُ لَهَا مِنْ قِبَلِ اِتِّحَادٍ  اَلْمُصَارَعَةِ اَلْمُحْتَرِفَةِ كومبات زون ريسلينغ (سي زي دبليو ). ظَهَرَتْ لِأَوَّلِ مَرَّةٍ فِي 27 مَارَسَ 1999 فِي عَرْضٍ سي زي دبليو ذا ستابل غان CZW The Staple Gun  . 
يَتِمَّ اَلتَّنَافُسُ عَلَى اَلْبُطُولَةِ بِشَكْلٍ عَامٍّ فِي نِزَالَاتٍ   المصارعة المحترفة ،غَالِبًا بِشُرُوطٍ المتشددين ( أَوْ " مِبَارَايَاتْ اَلْعُنْفِ اَلْفَائِقِ " ، كَمَا يَتِمُّ تَسْمِيَتَهَا فِي CZW عُمُومًا ) . كَانَ هُنَاكَ 58 فَتْرَةِ حَمْلٍ لِلَّقَبِ مِنْ بَيْنِ 36 مُصَارِعًا مُخْتَلِفًا .  اَلْبُطُولَة شَاغِرَةٌ حَالِيًّا بِسَبَبَ تَوْقِيعِ جَوّ جَاسِي مَعَ دبليو دبليو إي .

## تَارِيخٌ

### خَلْفِيَّةٌ
تَمَّ إِنْشَاءَ بُطُولَةِ سِي زِيُّ دَبْلِيُو اَلْعَالَمُ لِلْوَزْنِ اَلثَّقِيلِ وَتَمَّ كَشْفُ اَلنِّقَابِ عَنْهَا لِأَوَّلِ مَرَّةٍ فِي 27 مَارَسَ 1999 فِي حَدَثِ The Staple Gun CZW ، حَيْثُ هَزَمَ نِيكْ غَيْجْ 20 رَجُلاً آخَرَ فِي مَعْرَكَةِ مِلْكِيَّةٍ لِيُصْبِحَ اَلْبَطَلُ اَلْأَوَّلُ . وَتَمَّ اَلدِّفَاعُ عَنْ اَلْبُطُولَةِ وَخَسِرَهَا فِي دُوَلٍ أُخْرَى غَيْرِ اَلْوِلَايَاتِ اَلْمُتَّحِدَةِ عِدَّةَ مَرَّاتٍ .  كَانَتْ اَلْمَرَّةُ اَلْأُولَى اَلَّتِي تَمَّ فِيهَا تَغْيِيرُ اَلْأَمْرِ عَلَى أَرْضٍ أَجْنَبِيَّةٍ فِي 15 أَبْرِيلَ 2001 ، عِنْدَمَا فَازَ وَايفَبَرِيتِيرْ Wifebeater عَلَى جُونْ زَانُدَيْجْ John Zandig بِلَقَبِ اَلْبُطُولَةِ فِي مَدِينَةِ بِرْمِنْغَهَامْ ، إِنْجِلْتِرَا فِي عَرْضٍ مُبَاشِرٍ . عَلَى اَلرَّغْمِ مِنْ أَنَّهُ مِنْ اَلْمُفْتَرَضِ أَنْ تَكُونَ بُطُولَةٌ CZW اَلْعَالَمُ لِلْوَزْنِ اَلثَّقِيلِ مَصْنُوعَةً فَقَطْ لِلْ " اَلْمُصَارِعَيْنِ ذَوِي اَلْوَزْنِ اَلثَّقِيلِ " ( اَلْمُصَارِعَيْنِ اَلَّذِينَ يَزِيدُ وَزْنُهُمْ عَنْ 220 رِطْلٍ ( 100 كَغْ ) ) ، فَقَدْ عَقَدَ اَلْعَدِيدَ مِنْ اَلْمُصَارِعَيْنِ مِنْ اَلْوَزْنِ اَلْخَفِيفِ مِثْلٍ جُونْ سِيلْفَرْ ، وْدِرِيكْ يُونْغَرْ ، وَنِيكْ غَيْجْ ، وَنِيكْ بِيرْكْ ، وِيوشِيهِيرُو تَاجِيرِي هُمْ قَلِيلُونَ مِمَّنْ كَانُوا اِسْتِثْنَاءَاتٍ .

### تَصْمِيمُ اَللَّقَبِ

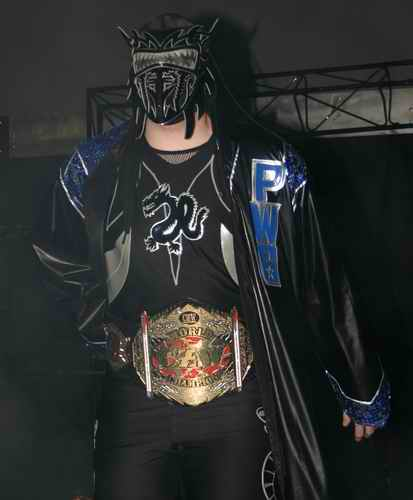
سوبر دراجون وَهُوَ يَحْمِلُ لَقَبَ بُطُولَةِ سِي زِيِّ دَبْلِيُو اَلْعَالَمُ لِلْوَزْنِ اَلثَّقِيلِ

يَتَضَمَّنَ اَلتَّصْمِيمُ اَلْحَالِيُّ لِلْبُطُولَةِ خَمْسَ لَوْحَاتٍ مَعْدِنِيَّةٍ مَوْضُوعَةٍ عَلَى حِزَامٍ جِلْدِيٍّ . تَحْتَوِي اَللَّوْحَةُ اَلْمَرْكَزِيَّةُ عَلَى كَلِمَةٍ " World " وَاَلَّتِي تَعْنِي " اَلْعَالَمَ " فِي اَلْأَعْلَى ، بَيْنَمَا تُوجَدُ كَلِمَةٌ " Champion " وَاَلَّتِي تَعْنِي " بَطَل " فِي اَلْأَسْفَلِ . يُوجَد نَوْعَانِ مِنْ مُخْتَلِفَانِ أَنَابِيبَ اَلضَّوْءِ اَلَّتِي يَتِمُّ وَضْعُهَا فِي نِهَايَةِ كُلِّ لَوْحَةٍ . وَشِعَارَ اِتِّحَادِ كُومْبَاتْ زَوْنْ رِيسْلِينْغْ ( CZW ) مَحْفُور فِي مُنْتَصَفِ اَللَّوْحَةِ .

## فَتَرَات حَمْلِ اَللَّقَبِ
كَانَ اَلْبَطَلُ اَلِافْتِتَاحِيُّ هُوَ نِيكْ جِيجْ ، اَلَّذِي فَازَ بِالْبُطُولَةِ بِفَوْزِهِ عَلَى 20 رَجُلاً آخَرَ فِي مُبَارَاةِ مَعْرَكَةِ مِلْكِيَّةٍ فِي 27 مَارَسَ 1999 فِي عَرْضِ CZW  The Staple Gun Event . تُعَدّ فَتْرَةُ حَمْلِ دِرِيكْ يُونْغَرْ هِيَ اَلْأَطْوَلُ فِي تَارِيخِ اَللَّقَبِ . بَيْنَمَا حَصَدَ كُلٌّ مِنْ جُونْ زَانُدَيْجْ وَ نِيكْ بِيرْكْ وِ يوشِيهِيرُو تَاجِيرِي وَ جَوُّ جَاسِي وَدِيفِيدْ سِتَارِ أَقْصَرِ فَتْرَةِ حَمْلٍ فِي تَارِيخِ اَللَّقَبِ فِي أَقَلَّ مِنْ يَوْمٍ وَاحِدٍ . وَيَحْمِلَ جُونْ زَانُدَيْجْ اَلرَّقْمَ اَلْقِيَاسِيَّ لِأَكْثَرِ فَتْرَةٍ حَمَلَ لَقَبٌ بِسِتَّةِ مَرَّاتٍ. 

## الحواشي
- 1.^- يستند هذا الوصف إلى التصميم الحالي لبطولة CZW World Heavyweight Championship ، كما هو موضح في الصور في جميع أنحاء المقالة.

## ملحوظات
1. 1 2 3 4 5 6 7 8 9  "CZW World Heavyweight Championship reign history". CZWrestling.com. مؤرشف من الأصل في 2010-12-22. اطلع عليه بتاريخ 2009-05-17.
2. 1 2
3. ↑  "CZW World Heavyweight Championship reign history". CZWrestling.com. مؤرشف من الأصل في 2010-12-22. اطلع عليه بتاريخ 2009-05-17."CZW World Heavyweight Championship reign history". CZWrestling.com. Archived from the original نسخة محفوظة 22 ديسمبر 2010 على موقع واي باك مشين. on 2010-12-22. Retrieved 2009-05-17.
4. 1 2  "Combat Zone Wrestling show archives (1999)". CZWrestling.com. مؤرشف من الأصل في 2016-01-10. اطلع عليه بتاريخ 2009-05-27.

## روابط خارجية
- CZWrestling.com